# Чин-дэ-хан
Чин-дэ-хан (тронное имя кит. упр. 崇德可汗, пиньинь chongdekehan, палл. Чундэкэхань, личное имя неизвестно, титул кит. упр. 登啰羽錄沒蜜施句主毗伽崇德可汗, пиньинь dengluoyumeimishijuzhupigachongdekehan, палл. Дэнлоюмеймишицзючжупигачундэкэхань) — каган Уйгурского каганата с 821 года по 824 год. После разрыва отношений при Бао-и-хане, китайский император вернул утраченные позиции у уйгур и назначил каганом Чин-дэ.

## Правление
По вступлении на престол, каган отправил министра Инаньчжу (伊難珠) сватать царевну Е Ху (葉護公主). В посольстве было 2000 человек, 20 000 коней, 1400 верблюдов, это была самое большое посольство от «варваров». Посольство задержали в Тайюане, а в столицу допустили только 500 человек. Дочери покойного Тан Сянь-цзуна Тайхэ (太和公主 , en:Princess Taihe) предстояло выйти за кагана. Тибетцы разгневанные уйгуро-китайским союзом напали на Бэйтин и Анси, но каган повелел отправить 10 000 воинов для помощи Тан.

### Женитьба на Тайхэ
Императору пришлось пойти на большие расходы: построить царевне дворец для приёма посольства, назначить князей в качестве охранников, собрать подарки для уйгуров. Тайхэ получила титул Жэнь-сяо-дуаньли-минчжи-шаншоу-кэдунь(/хатун) и её отправили к кагану с пышной процессией. За 100 ли
до ставки каган пожелал видеть невесту, но Ху Чжэн, глава стражников, отказал ему. По прибытии царевны, началась церемония. Каган сел у врат терема лицом в востоку. Внизу стояли юрты для посольства. Из носилок вышла Тайхэ, которая успела переодеться в уйгурское платье: красный кафтан, короткое платье, головной убор спереди и сзади острый. Она поклонилась кагану и вернулась в паланкин. Девять министров взяли носилки и 9 раз по солнцу обнесли их вокруг ставки орды. Тайху вышла из носилок и села рядом с каганом, уйгуры приветствовали её. Она поставила свою юрту рядом с каганской, у входа стояли два министра. Когда посольство собралось в обратный путь, Тайху приказала устроть пир, но горько плакала, прощаясь с родными. Каган повелел богато одарить послов.
В Хэбэе восстали цзедуши и каган послал Ли Ицзе (李義節) с 3000 воинов помочь императору. В Ордосе императорские чиновники остановили уйгуров и одарив, сказали возвратиться. На самом деле советники боялись впустить уйгуров в Китай из-за их любви к грабежам.
В 824 каган умер. Его младший брат Хэса Теле (曷薩特勒) стал Чжаоли-ханом.